# Liocranum erythrinum
Espèce
Synonymes
- Sagana erythrina Pavesi, 1883

Liocranum erythrinum est une espèce d'araignées aranéomorphes de la famille des Liocranidae.

## Distribution
Cette espèce est endémique d'Éthiopie.

## Description
Les mâles mesurent jusqu'à 7 mm et les femelles de 9 à 10 mm.

## Publication originale
- Pavesi, 1883 : Studi sugli aracnidi africani. III. Aracnidi del regno di Scioa e considerazioni sull'aracnofauna d'Abissinia. Annali del Museo civico di storia naturale di Genova, vol. 20, p. 1-105 (texte intégral).